# Aleurocanthus woglumi
Aleurocanthus woglumi là một loài côn trùng cánh nửa trong họ Aleyrodidae, phân họ Aleyrodinae.
Aleurocanthus woglumi được Ashby miêu tả khoa học đầu tiên năm 1915.

## Hình ảnh

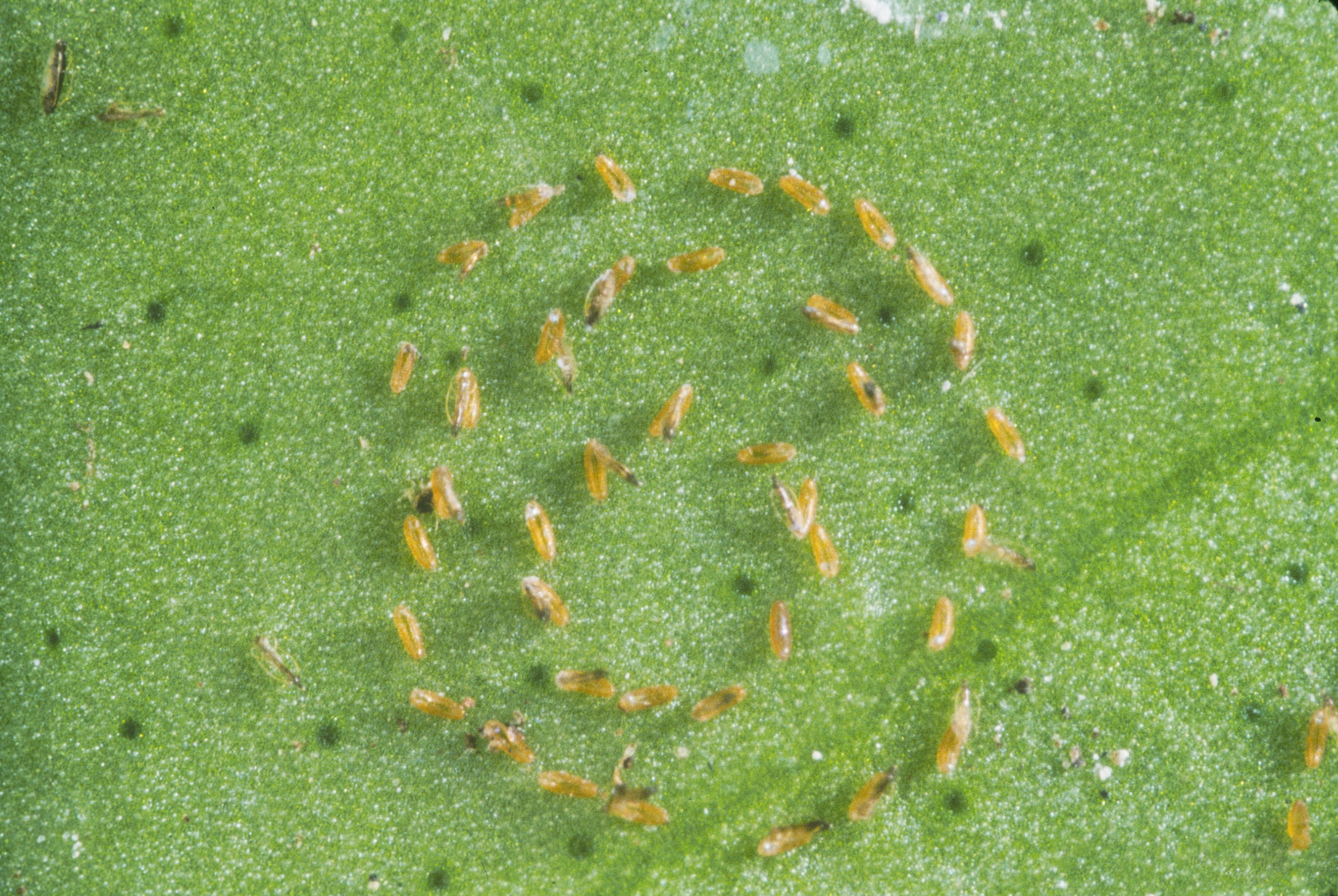
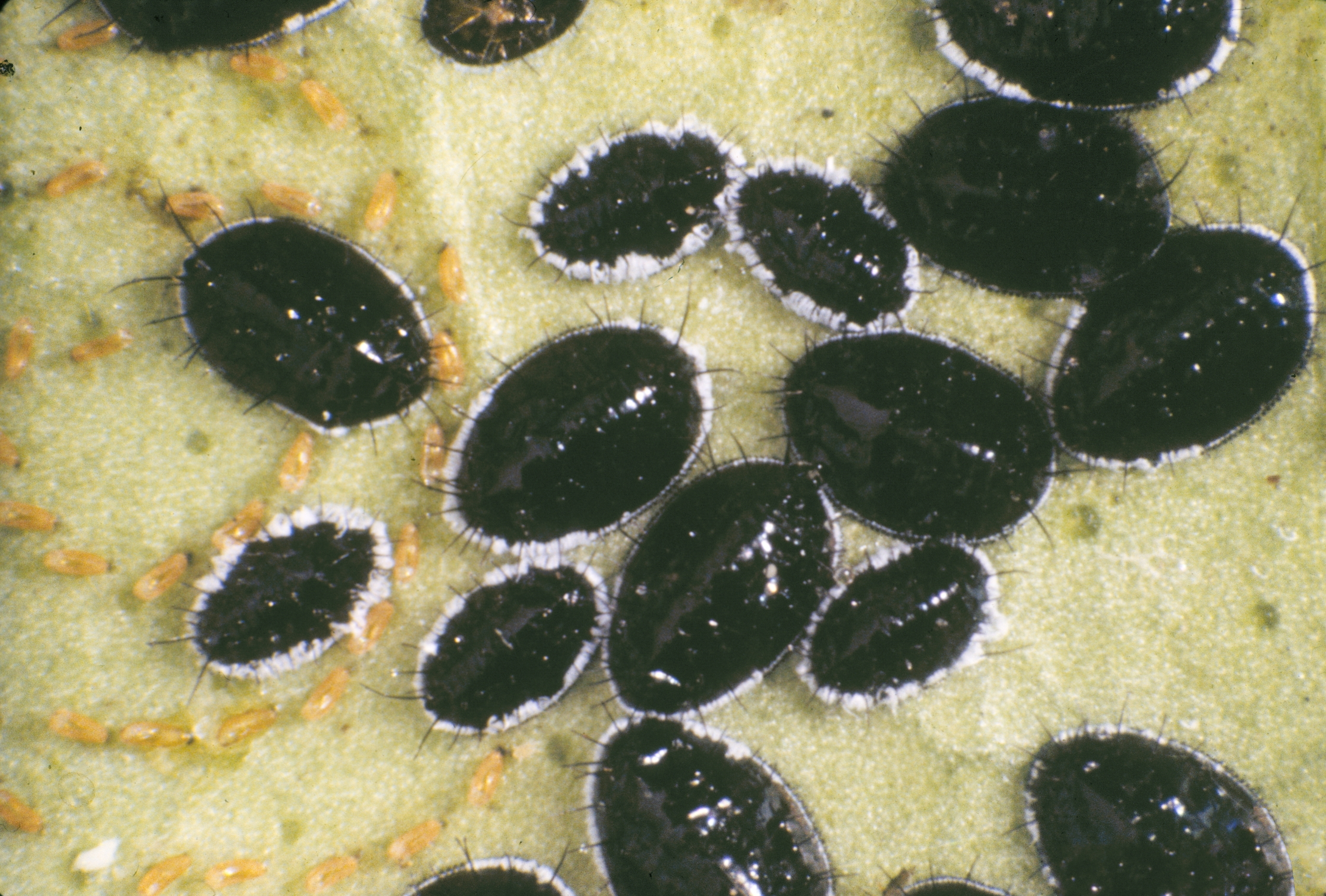
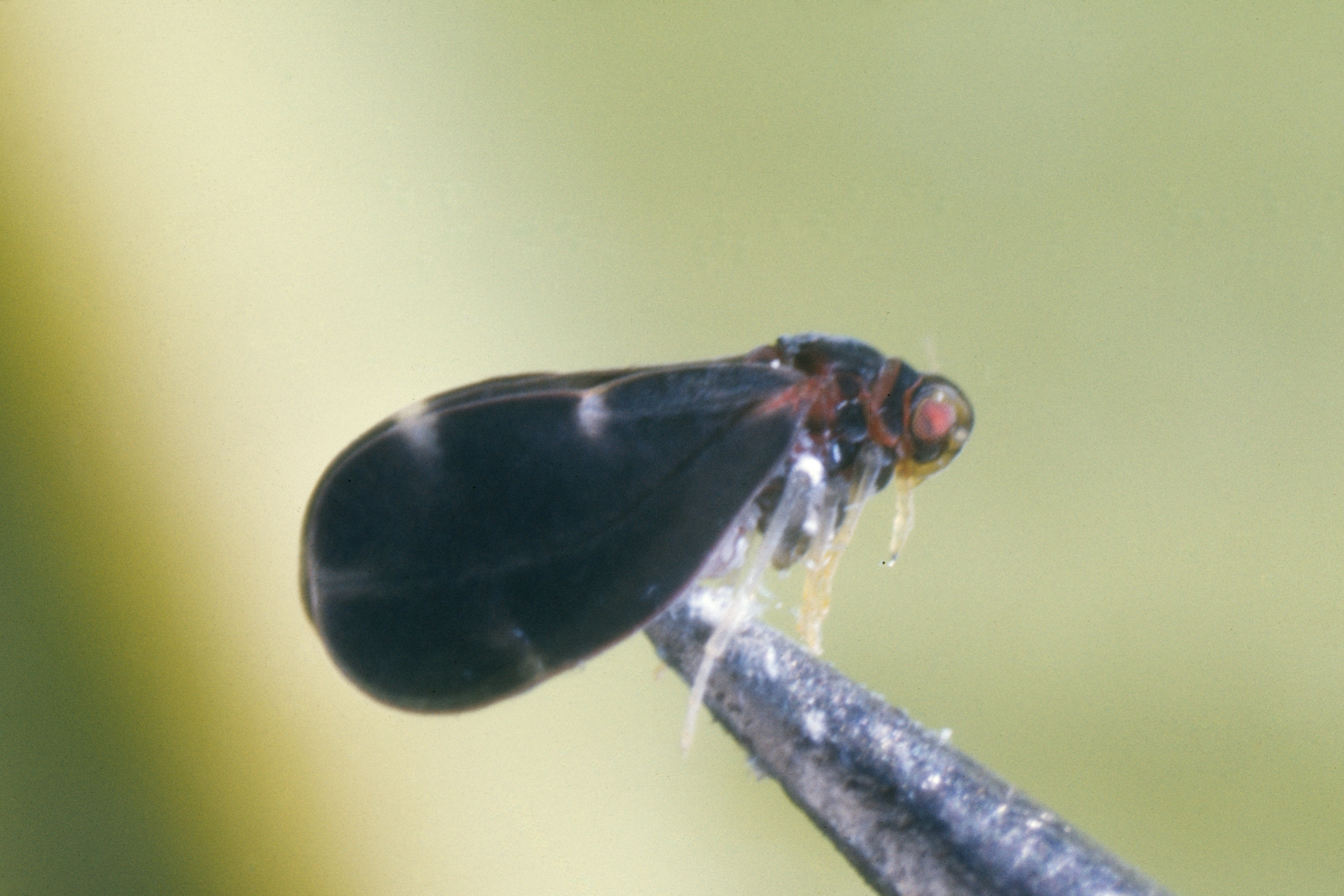
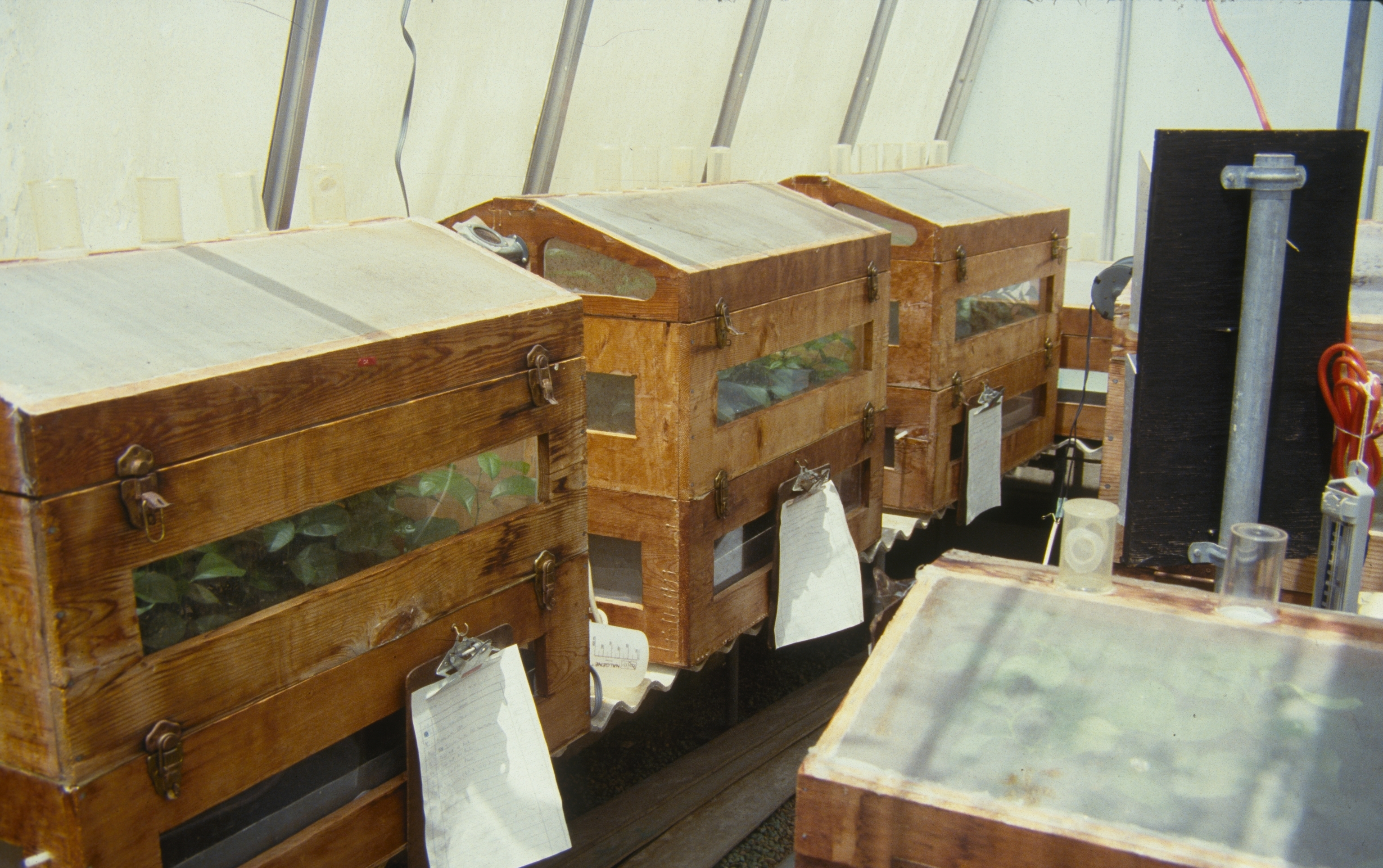